# Дік Аксельссон
Дік Аксельссон (швед. Dick Axelsson, нар. 25 квітня 1987, Стокгольм) — шведський хокеїст, крайній нападник клубу ШХЛ «Юргорден». Гравець збірної команди Швеції.

## Ігрова кар'єра
Хокейну кар'єру розпочав 2004 року виступами на батьківщині за клуб «Гуддінге ІК».
2006 року був обраний на драфті НХЛ під 62-м загальним номером командою «Детройт Ред-Вінгс». 
Два сезони відіграв за «Юргорден». Сезон 2008–09 завершив у складі іншого клубу «Фер'єстад».
Влітку 2011 залишив «Фер'єстад» та перейшов до МОДО, а наступного сезону Дік захищав кольори команди «Вестра Фрелунда».
31 березня 2014 Аксельссон залишив Швецію та уклав багаторічний контракт з швейцарським клубом «Давос».
Після трьох років у Швейцарії Дік повертається на батьківщину, де 12 квітня 2017 року підписав контракт з клубом ШХЛ «Фер'єстад».
З сезону 2018–19 захищає кольори команди «Юргорден».
У складі національної збірної команди Швеції став чемпіоном світу.

## Інше
Дік є чемпіоном світу з інлайн-хокею 2007, 2008, 2009, 2010 та 2012. У 2008 його було визнано найціннішим гравцем турніру.

## Нагороди та досягнення
- Чемпіон Швеції у складі «Фер'єстад» — 2009, 2011.
- Чемпіон світу — 2013.
- Чемпіон Швейцарії у складі «Давос» — 2015.

## Статистика

### Клубні виступи
| Сезон        | Клуб                    | Ліга         | Регулярний сезон | Регулярний сезон | Регулярний сезон | Регулярний сезон | Регулярний сезон | Плей-оф | Плей-оф | Плей-оф | Плей-оф | Плей-оф |
| Сезон        | Клуб                    | Ліга         | І                | Г                | П                | О                | ШХ               | І       | Г       | П       | О       | ШХ      |
| ------------ | ----------------------- | ------------ | ---------------- | ---------------- | ---------------- | ---------------- | ---------------- | ------- | ------- | ------- | ------- | ------- |
| 2004–05      | «Гуддінге ІК»           | J20          | 31               | 12               | 4                | 16               | 34               | 3       | 1       | 0       | 1       | 0       |
| 2005–06      | «Гуддінге ІК»           | J20          | 28               | 19               | 15               | 34               | 157              | —       | —       | —       | —       | —       |
| 2005–06      | «Гуддінге ІК»           | Див. 1       | 23               | 17               | 2                | 19               | 10               | 8       | 6       | 4       | 10      | 4       |
| 2006–07      | «Гуддінге ІК»           | Аллсв        | 25               | 13               | 8                | 21               | 113              | 8       | 3       | 7       | 10      | 32      |
| 2007–08      | «Юргорден»              | Елітсерія    | 47               | 12               | 13               | 25               | 44               | 5       | 1       | 0       | 1       | 2       |
| 2008–09      | «Юргорден»              | Елітсерія    | 18               | 5                | 7                | 12               | 10               | —       | —       | —       | —       | —       |
| 2008–09      | «Фер'єстад»             | Елітсерія    | 21               | 6                | 12               | 18               | 32               | 9       | 1       | 3       | 4       | 2       |
| 2009–10      | «Гранд-Репідс Гріффінс» | АХЛ          | 17               | 2                | 3                | 5                | 6                | —       | —       | —       | —       | —       |
| 2009–10      | «Фер'єстад»             | Елітсерія    | 15               | 6                | 4                | 10               | 24               | 7       | 1       | 2       | 3       | 6       |
| 2010–11      | «Фер'єстад»             | ШХЛ          | 47               | 15               | 15               | 30               | 126              | 14      | 4       | 6       | 10      | 24      |
| 2011–12      | МОДО                    | Елітсерія    | 36               | 9                | 11               | 20               | 59               | 6       | 2       | 1       | 3       | 18      |
| 2012–13      | «Вестра Фрелунда»       | Елітсерія    | 45               | 10               | 14               | 24               | 79               | 6       | 0       | 4       | 4       | 2       |
| 2013–14      | «Фрелунда»              | ШХЛ          | 48               | 10               | 25               | 35               | 56               | 7       | 1       | 2       | 3       | 2       |
| 2014–15      | «Давос»                 | НЛА          | 45               | 14               | 19               | 33               | 30               | 13      | 6       | 3       | 9       | 8       |
| 2015–16      | «Давос»                 | НЛА          | 38               | 10               | 29               | 39               | 62               | 9       | 2       | 5       | 7       | 18      |
| 2016–17      | «Давос»                 | НЛА          | 8                | 1                | 1                | 2                | 8                | —       | —       | —       | —       | —       |
| 2017–18      | «Фер'єстад»             | ШХЛ          | 48               | 21               | 24               | 45               | 44               | 6       | 2       | 0       | 2       | 4       |
| 2018–19      | «Юргорден»              | ШХЛ          | 36               | 7                | 18               | 25               | 39               | 19      | 6       | 8       | 14      | 58      |
| 2019–20      | «Юргорден»              | ШХЛ          | 31               | 11               | 15               | 26               | 54               | —       | —       | —       | —       | —       |
| Усього в ШХЛ | Усього в ШХЛ            | Усього в ШХЛ | 392              | 112              | 158              | 270              | 567              | 79      | 18      | 26      | 44      | 118     |

### Збірна
| Рік                | Команда            | Турнір             | Місце              | І  | Г | П | О | ШХ |
| ------------------ | ------------------ | ------------------ | ------------------ | -- | - | - | - | -- |
| 2013               | Швеція             | ЧС                 | 1                  | 8  | 0 | 3 | 3 | 4  |
| 2014               | Швеція             | ЧС                 | 3                  | 10 | 0 | 1 | 1 | 0  |
| 2018               | Швеція             | ОІ                 | 5-е                | 4  | 0 | 0 | 0 | 2  |
| Національна збірна | Національна збірна | Національна збірна | Національна збірна | 22 | 0 | 4 | 4 | 6  |